# Barry Beyerstein
Barry Lane Beyerstein (Edmonton, 19 maggio 1947 – Burnaby, 25 giugno 2007) è stato uno psicologo canadese, professore di psicologia all'università Simon Fraser a Burnaby, Columbia Britannica. La ricerca di Beyerstein esplorò i meccanismi di percezione e coscienza del cervello umano, gli effetti di droghe sul cervello e la mente, l'olfatto e i suoi effetti più sconosciuti legati ai processi emozionali e cognitivi.

## Biografia
Secondo l'amico James Alcock, il padre di Barry, Hilliard Beyerstein, ebbe molte occupazioni: mago, chiropratico, direttore di banca, scrittore di libri di auto-aiuto, proprietario di un'azienda di produzione di cosmetici, speculatore immobiliare e imprenditore edile; la madre di Barry era un'insegnante di scuola. Quando suo padre costruiva una casa, la famiglia ci viveva per un po', poi si trasferiva. "Barry... si è trasferito trenta volte nel suo quartiere mentre cresceva". Cresciuto con le riviste Fate e Popular Science, così come con molti programmi televisivi paranormali, Beyerstein sentiva che questo "incanto... mi ha spinto verso un'eventuale carriera nello studio della coscienza". Incuriosito durante il liceo da sedute spiritiche, analisi della scrittura, ipnosi e altre credenze paranormali, Beyerstein con l'aiuto dei suoi amici, condusse molti esperimenti. Questo accadeva molto prima che venisse a conoscenza dei controlli sperimentali, il che spiegava il costante successo dei loro test.
Entrato alla Simon Fraser University nel 1965, Beyerstein mostrò interesse per la psicologia e la filosofia. "Man mano che approfondivo questi argomenti, ho iniziato a dubitare dell'inevitabilità di un eventuale matrimonio felice tra scienza e paranormale... Dopo il mio primo corso di filosofia della scienza... i presupposti fondamentali e il modus operandi della scienza erano seriamente in contrasto con la maggior parte di ciò che sapevo della ricerca fisica". Nel 1968, Beyerstein si trasferì nell'area di San Francisco per frequentare la UC Berkeley, dove "le chiacchiere di festa potevano accettare la descrizione di un ospite della sua ultima esperienza extracorporea o la necessità di avere i suoi chakra riallineati con la stessa disinvoltura con cui si potrebbero ricevere le previsioni del tempo del mattino. Spesso mi sono ritrovato l'uomo strano... (pensavano). Ero un bravo ragazzo, ma irrimediabilmente 'lineare' e 'mancino', nonostante i miei capelli di rigore lunghi fino alle spalle, la maglietta tie-dye, i pantaloni a zampa d'elefante e gli stivali da cowboy".
Negli anni 1970 collaborò con il suo collega Bruce K. Alexander al noto esperimento Rat Park sulla dipendenza da sostanze.